# Sidi Baizid
Sidi Baizid là một đô thị thuộc tỉnh Djelfa, Algérie. Dân số thời điểm năm 2002 là 11.36 người.